# Volyně
Volyně (en allemand : Wolin) est une ville du district de Strakonice, dans la région de Bohême-du-Sud, en République tchèque. Sa population s'élevait à 2 988 habitants en 2024.

## Géographie
Volyně est arrosée par la rivière Volyňka, un affluent de l'Otava, et se trouve à 11 km au sud de Strakonice, à 49 km au nord-ouest de České Budějovice et à 109 km au sud-sud-ouest de Prague.
La commune est composée de deux parties séparées par la commune de Nišovice. La partie centrale (quartiers de Starov, Volyně et Zechovice ) est limitée par Nihošovice et Němětice au nord, par Přechovice et Litochovice à l'est, par Nišovice et Lčovice au sud, et par Čestice à l'ouest. Les quartiers de Černětice et Račí forment une exclave limitée par Nišovice au nord-ouest et au nord, par Litochovice et Předslavice à l'est, et par Malenice au sud et au sud-ouest.

## Histoire
La première mention écrite de la localité date de 1271.

## Administration
La commune se compose de cinq sections :
- Černětice
- Račí
- Starov
- Volyně
- Zechovice

## Personnalité
- Jan Rubes (1920-2009), acteur, musicien, producteur et réalisateur tchèque-canadien.